# Камполонго сул Брента
Камполо̀нго сул Брѐнта (на италиански: Campolongo sul Brenta; на венециански: Canpołongo, Канполонго) е село в Северна Италия, община Валбрента, провинция Виченца, регион Венето. Разположено е на 141 m надморска височина.